# Frontière entre le Cambodge et le Laos
La frontière entre le Cambodge et le Laos sépare les provinces  cambodgiennes de Preah Vihear, Stoeng Treng et Rotanah Kiri des provinces laotiennes de Champassak et d'Attapeu. Elle est traversée par le Mékong, non-navigable à cet endroit en raison des chutes de Khone.